# Hyakunin Isshu

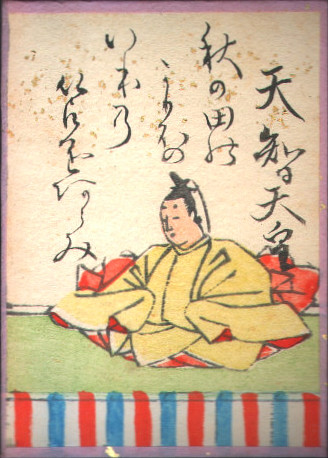
Poema Carta No.1

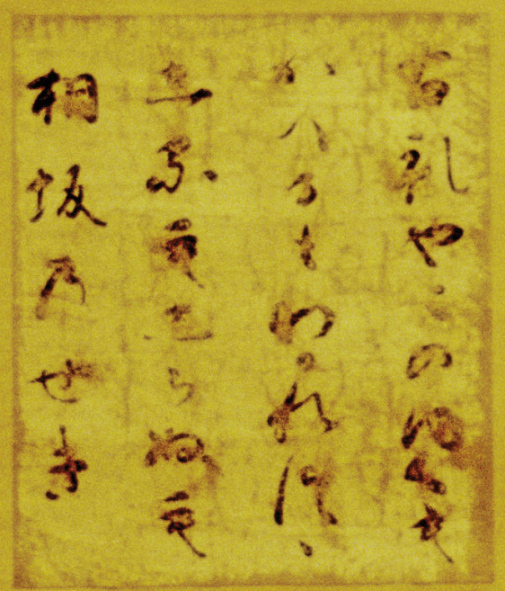
Ogura shikisi por Teika

Hyakunin isshu (百人一首) é um estilo de antologia tradicional de compilação de poesia japonesa waka onde cada contribuinte escreve um poema para a antologia. Literalmente significa "cem pessoas, um poema [cada]". Também refere-se ao jogo de cartas uta-garuta, que usa um baralho composto de poemas deste tipo de antologia.

## Ogura Hyakunin Isshu
O hyakunin isshu mas famoso, frequentemente referido como "o" Hyakunin Isshu porque nenhum outro pode ser comparado à sua notabilidade, é o Ogura Hyakunin Isshu, compilado por Fujiwara no Teika (ou Sadaie, 1162 – 1241) enquanto este vivia no distrito de Ogura em Quioto, Japão.
O Ogura Hyakunin Isshu é o set de Karuta usado para se jogar Karuta competitivo.

## Poemas
Poema número 2

Um dos poemas atribuidos à Imperatriz Jitō foi selecionado por Fujiwara no Teika para inclusão na sua antologia popular Hyakunin Isshu. O texto é visualmente descritivo.
春過ぎて ([Haru sugite] Erro: {{japonês}}: o texto tem marcação itálica (ajuda))
夏来にけらし ([Natsu ki ni kerashi] Erro: {{japonês}}: o texto tem marcação itálica (ajuda))
白妙の ([Shirotae no] Erro: {{japonês}}: o texto tem marcação itálica (ajuda))
衣ほすてふ ([Koromo hosu cho] Erro: {{japonês}}: o texto tem marcação itálica (ajuda))
天の香具山 ([Ama no Kaguyama] Erro: {{japonês}}: o texto tem marcação itálica (ajuda))
------
A primavera passou
E o verão voltou
Já que os roupões de seda branca
Dizem, estão espalhados para secar
No Monte do perfume Celestial